# Ternuay-Melay-et-Saint-Hilaire
Pour les articles homonymes, voir Saint-Hilaire.
Ternuay-Melay-et-Saint-Hilaire est une commune française située dans le département de la Haute-Saône, la région culturelle et historique de Franche-Comté et la région administrative Bourgogne-Franche-Comté.
Ses habitants sont les Tugnerots.

## Géographie

### Localisation
Ternuay se trouve sur la D 486 entre Melisey et Servance, au nord-est de la Haute-Saône. La commune est traversée par l'Ognon. Ses deux hameaux Melay et Saint-Hilaire sont situés au nord-ouest du bourg.
Le village fait partie du Plateau des Mille Etangs et des Vosges saônoises.

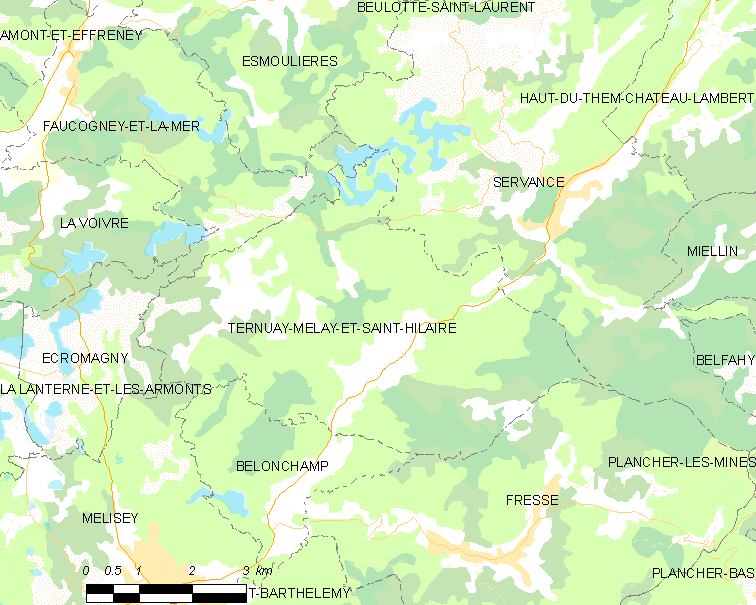
Le territoire communal dans son contexte local.
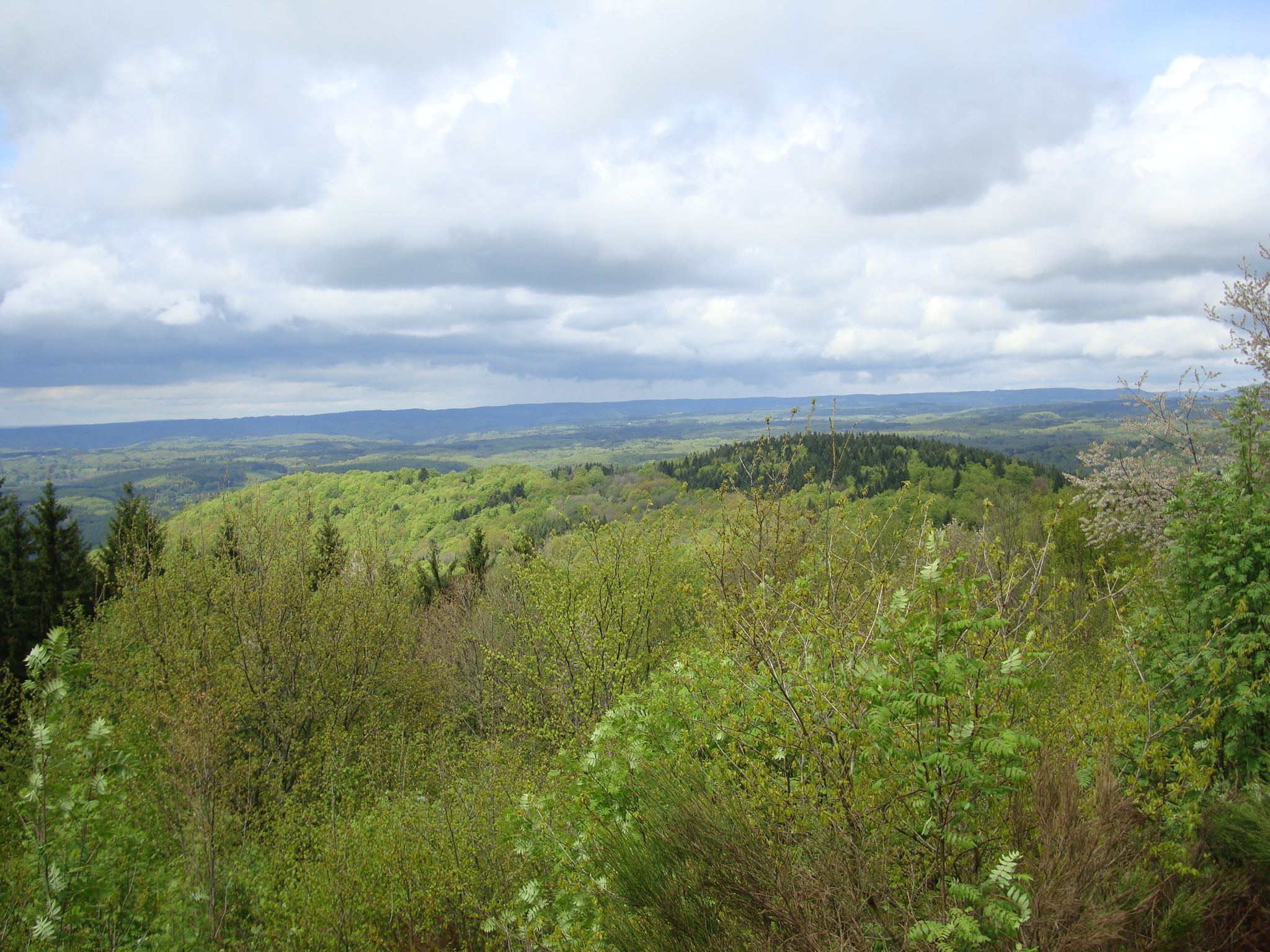
Panorama de la vallée, pris depuis la route de Ternuay-Melay-et-Saint-Hilaire conduisant vers le monument dédié aux victimes de la Seconde Guerre mondiale.
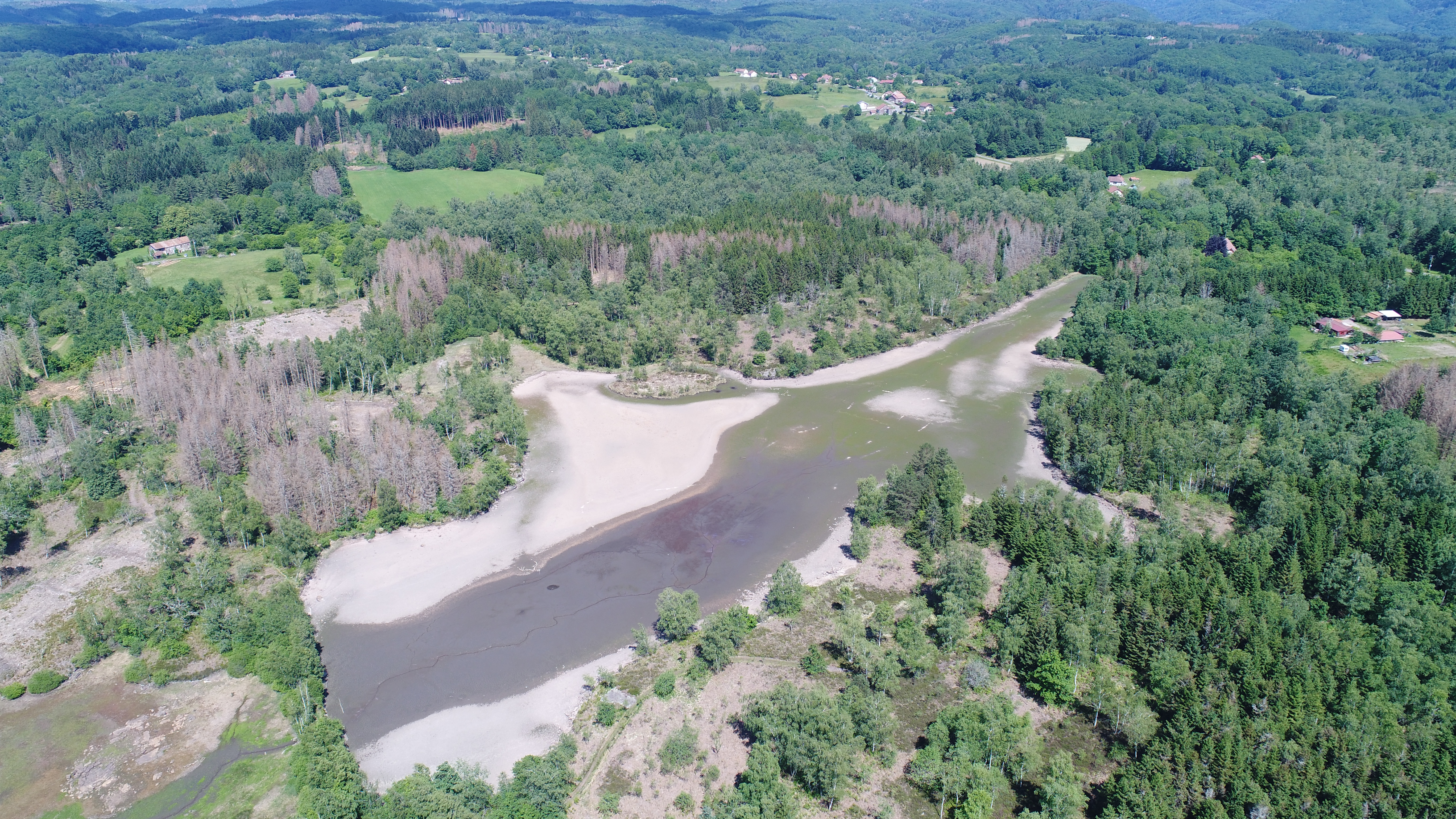
L'étang des Noyes en vidange.
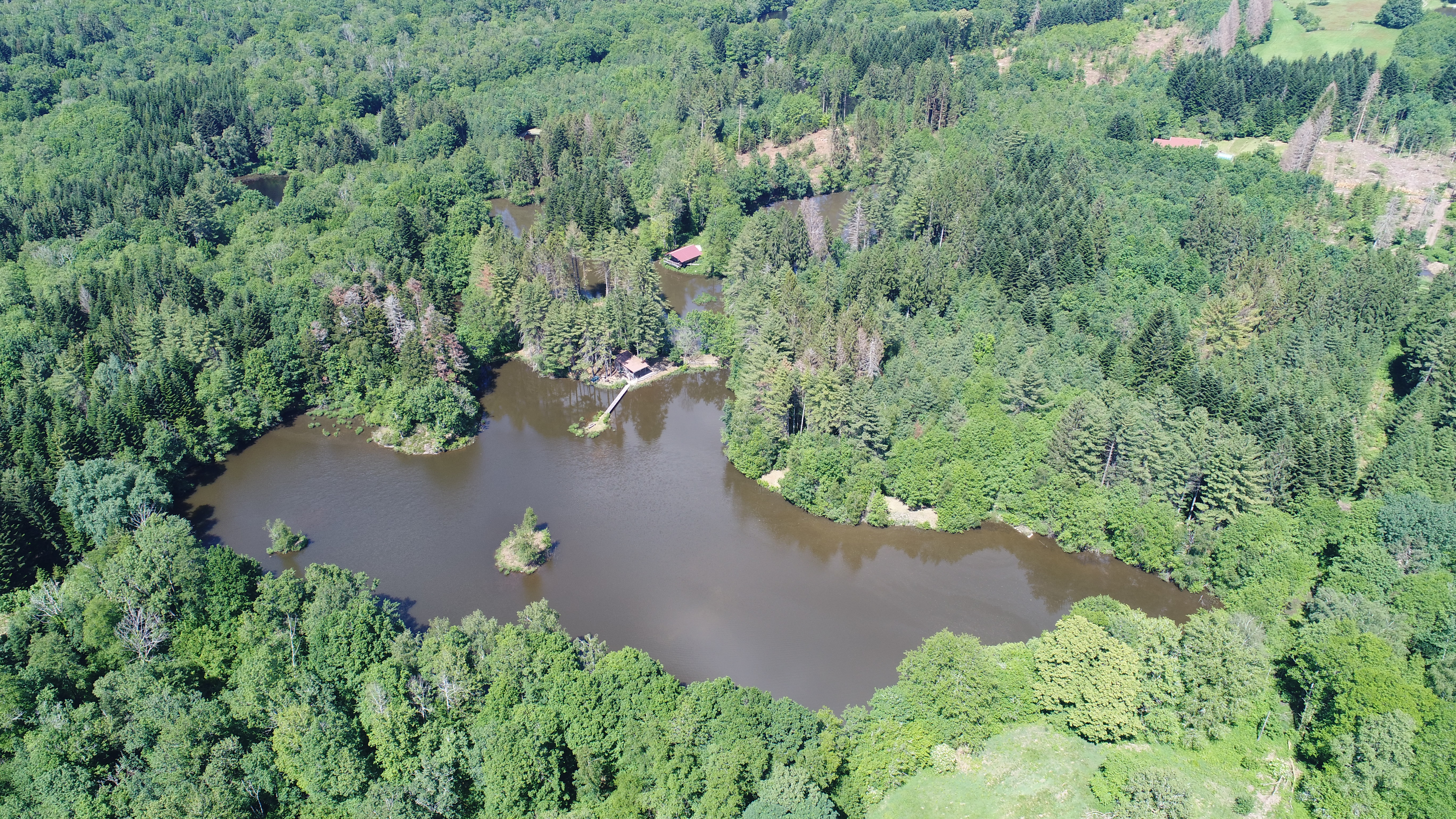
Les étangs du Grand Rang.

### Géologie et relief

Limite des glaciations sur le plateau des Mille étangs et dépôts morainiques.

Ternuay-Melay-et-Saint-Hilaire est située en bordure du plateau des Mille étangs et au pied des Vosges saônoises. La commune repose sur un sol constitué de dépôt glaciaire dû à l'ancien glacier qui recouvrait la vallée et qui a laissé des blocs erratiques et des verrous.

### Climat
Pour des articles plus généraux, voir Climat de la Bourgogne-Franche-Comté et Climat de la Haute-Saône.
En 2010, le climat de la commune est de type climat de montagne, selon une étude du Centre national de la recherche scientifique s'appuyant sur une série de données couvrant la période 1971-2000. En 2020, Météo-France publie une typologie des climats de la France métropolitaine dans laquelle la commune est exposée à un climat semi-continental et est dans une zone de transition entre les régions climatiques « Lorraine, plateau de Langres, Morvan » et « Vosges ». 
Pour la période 1971-2000, la température annuelle moyenne est de 9,5 °C, avec une amplitude thermique annuelle de 16,8 °C. Le cumul annuel moyen de précipitations est de 1 688 mm, avec 13,9 jours de précipitations en janvier et 11,3 jours en juillet. Pour la période 1991-2020, la température moyenne annuelle observée sur la station météorologique de Météo-France la plus proche, « Belfahy_sapc », sur la commune de Belfahy à 8 km à vol d'oiseau, est de 9,0 °C et le cumul annuel moyen de précipitations est de 1 913,4 mm. 
La température maximale relevée sur cette station est de 35,1 °C, atteinte le 24 juillet 2019 ; la température minimale est de −17,7 °C, atteinte le 20 décembre 2009,,. 
Les paramètres climatiques de la commune ont été estimés pour le milieu du siècle (2041-2070) selon différents scénarios d'émission de gaz à effet de serre à partir des nouvelles projections climatiques de référence DRIAS-2020. Ils sont consultables sur un site dédié publié par Météo-France en novembre 2022.

## Urbanisme

### Typologie
Au 1er janvier 2024, Ternuay-Melay-et-Saint-Hilaire est catégorisée commune rurale à habitat dispersé, selon la nouvelle grille communale de densité à sept niveaux définie par l'Insee en 2022.
Elle est située hors unité urbaine et hors attraction des villes,.

### Occupation des sols
L'occupation des sols de la commune, telle qu'elle ressort de la base de données européenne d’occupation biophysique des sols Corine Land Cover (CLC), est marquée par l'importance des forêts et milieux semi-naturels (78,8 % en 2018), une proportion sensiblement équivalente à celle de 1990 (79,3 %). La répartition détaillée en 2018 est la suivante : 
forêts (78,8 %), prairies (12,9 %), zones agricoles hétérogènes (4,5 %), zones urbanisées (2,3 %), eaux continentales (1,5 %). L'évolution de l’occupation des sols de la commune et de ses infrastructures peut être observée sur les différentes représentations cartographiques du territoire : la carte de Cassini (XVIIIe siècle), la carte d'état-major (1820-1866) et les cartes ou photos aériennes de l'IGN pour la période actuelle (1950 à aujourd'hui).

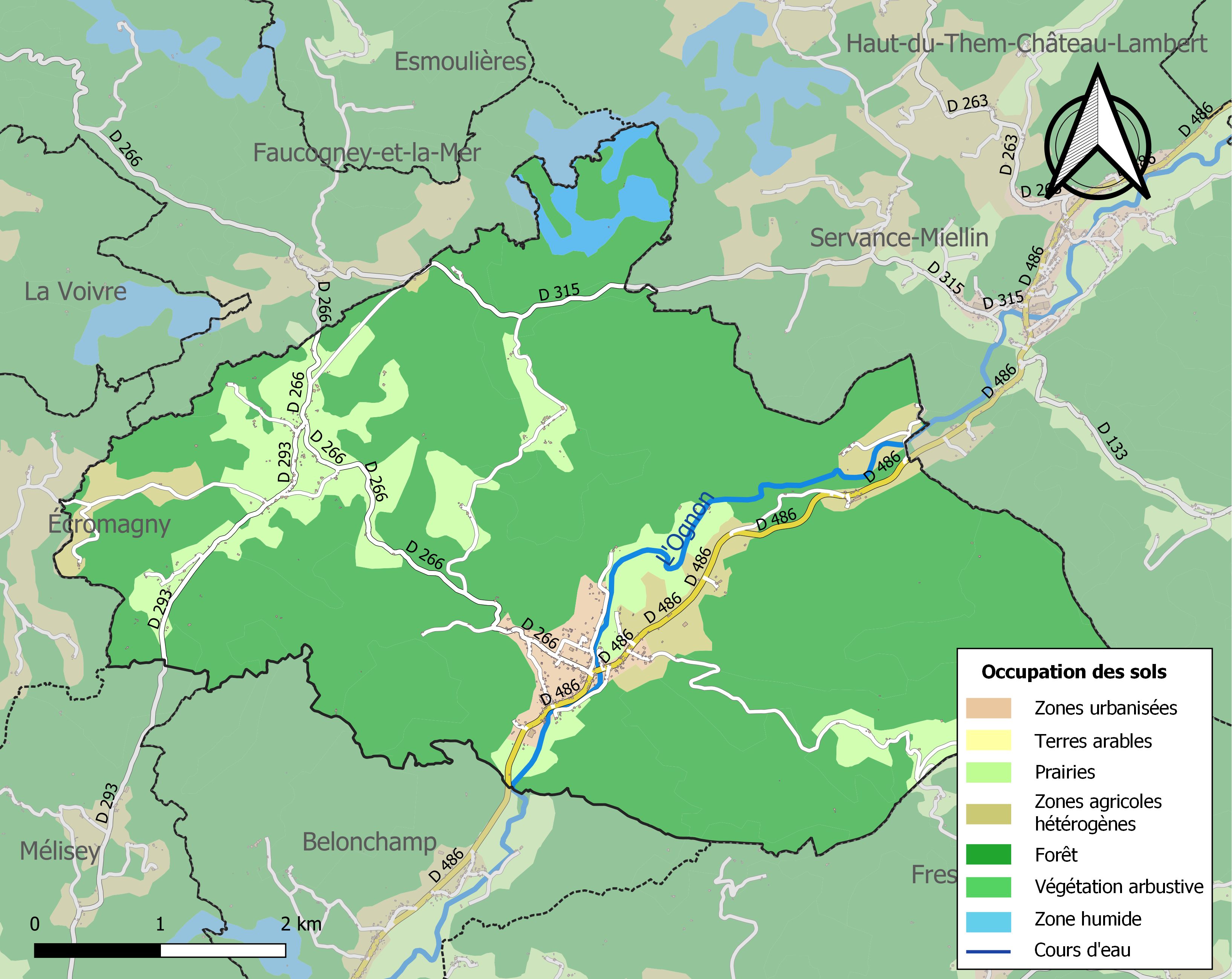
Carte des infrastructures et de l'occupation des sols de la commune en 2018 (CLC).

## Histoire
Les trois communes de Ternuay, Melay et Saint-Hilaire ont été réunies en 1806 pour constituer l'actuelle Ternuay-Melay-et-Saint-Hilaire. Saint-Hilaire porta provisoirement, au cours de la Révolution française, le nom de Le Mont-Hilaire.
Le village compte de nombreux mineurs travaillant aux houillères de Ronchamp entre le XVIIIe siècle et le XXe siècle. Il fait alors partie du territoire du bassin minier.
À la fin de la Seconde Guerre mondiale, un combat eut lieu à la Montagne de Ternuay le 1er août 1944 entre les 130 hommes du maquis des Beuchots et l'armée allemande. Les maquisards purent échapper à l’encerclement et se replier sans perte au bout de quatre heures de combat, mais, en représailles, les nazis pillèrent et incendièrent les fermes avoisinantes et exécutèrent sauvagement cinq cultivateurs qui n’avaient pu s’échapper,. Une  stèle commémorative a été érigée au hameau de La Montagne.

## Politique et administration

Carte départementale représentant en rouge la communauté de communes des mille étangs.

### Rattachements administratifs et électoraux
La commune fait partie de l'arrondissement de Lure du département de la Haute-Saône, en région Bourgogne-Franche-Comté. Pour l'élection des députés, elle dépend de la deuxième circonscription de la Haute-Saône.
Elle fait partie depuis 1793 du canton de Mélisey. Dans le cadre du redécoupage cantonal de 2014 en France, ce canton s'est agrandi, passant de 13 à 34 communes.

### Intercommunalité
La commune fait partie de la communauté de communes des mille étangs depuis le 1er janvier 2017.

### Liste des maires

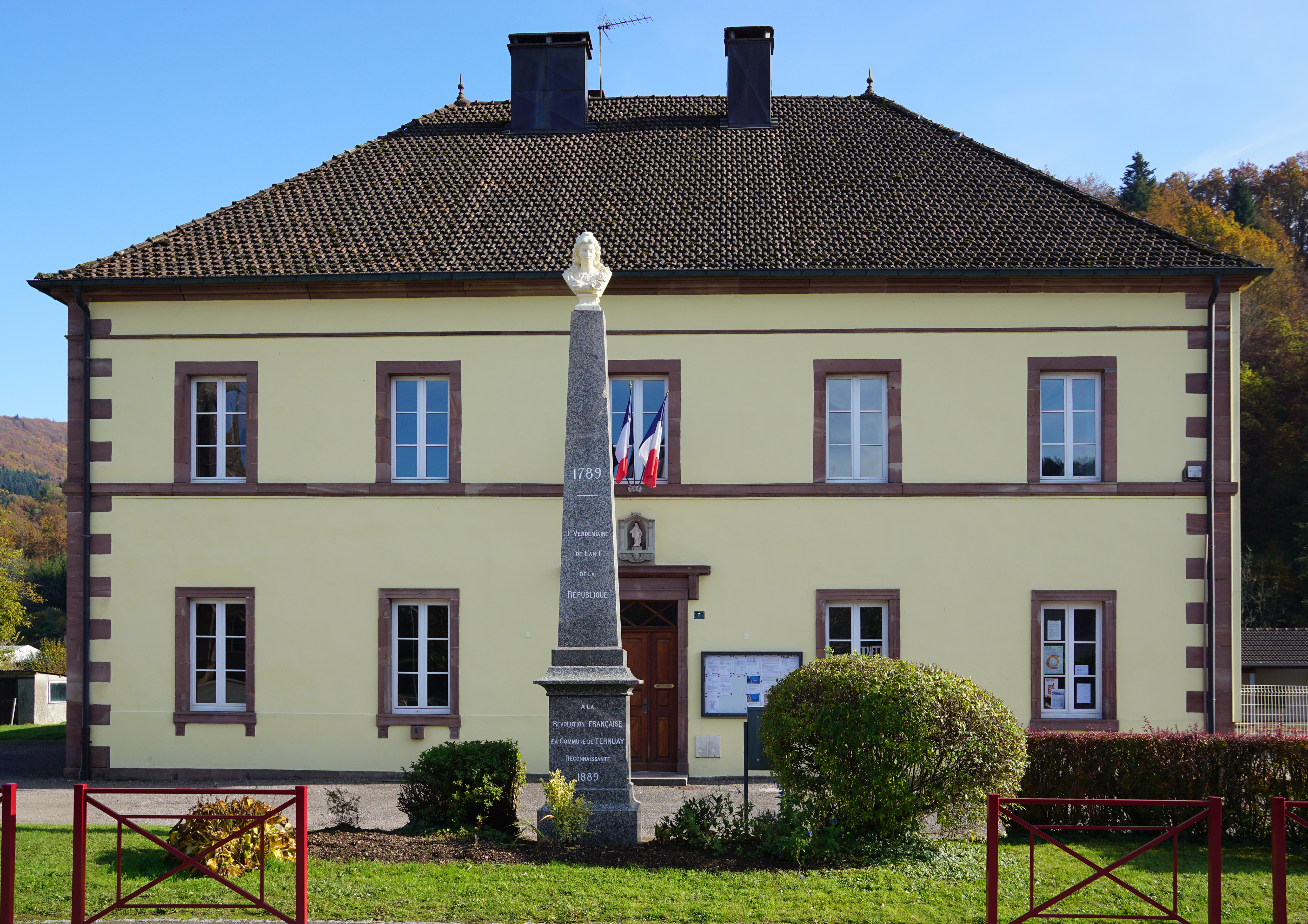
La mairie.

| Période                                  | Période                   | Identité          | Étiquette | Qualité |
| ---------------------------------------- | ------------------------- | ----------------- | --------- | ------- |
| Les données manquantes sont à compléter. |                           |                   |           |         |
|                                          | 1989                      | Marcel Caritey    |           |         |
| mars 1989                                | Mai 2020                  | Jean Pernot       |           |         |
| mai 2020                                 | En cours (au 29 mai 2020) | Philippe Grosjean | DVD       |         |

## Démographie
L'évolution du nombre d'habitants est connue à travers les recensements de la population effectués dans la commune depuis 1793. Pour les communes de moins de 10 000 habitants, une enquête de recensement portant sur toute la population est réalisée tous les cinq ans, les populations de référence des années intermédiaires étant quant à elles estimées par interpolation ou extrapolation. Pour la commune, le premier recensement exhaustif entrant dans le cadre du nouveau dispositif a été réalisé en 2008.

En 2022, la commune comptait 445 habitants, en évolution de −11,88 % par rapport à 2016 (Haute-Saône : −1,4 %, France hors Mayotte : +2,11 %).
| 1793 | 1800 | 1806  | 1821  | 1831  | 1836  | 1841  | 1846  | 1851  |
| ---- | ---- | ----- | ----- | ----- | ----- | ----- | ----- | ----- |
| 672  | 700  | 1 283 | 1 308 | 1 484 | 1 518 | 1 541 | 1 486 | 1 430 |

| 1856  | 1861  | 1866  | 1872  | 1876  | 1881  | 1886  | 1891  | 1896  |
| ----- | ----- | ----- | ----- | ----- | ----- | ----- | ----- | ----- |
| 1 323 | 1 335 | 1 341 | 1 186 | 1 136 | 1 184 | 1 157 | 1 084 | 1 107 |

| 1901  | 1906 | 1911 | 1921 | 1926 | 1931 | 1936 | 1946 | 1954 |
| ----- | ---- | ---- | ---- | ---- | ---- | ---- | ---- | ---- |
| 1 082 | 946  | 900  | 869  | 773  | 772  | 747  | 640  | 641  |

| 1962 | 1968 | 1975 | 1982 | 1990 | 1999 | 2006 | 2008 | 2013 |
| ---- | ---- | ---- | ---- | ---- | ---- | ---- | ---- | ---- |
| 586  | 616  | 561  | 535  | 502  | 499  | 519  | 525  | 522  |

| 2018 | 2022 | - | - | - | - | - | - | - |
| ---- | ---- | - | - | - | - | - | - | - |
| 469  | 445  | - | - | - | - | - | - | - |

## Économie
L'économie de la commune est principalement liée à la ville de Lure, où la une partie de la population travaille.
On note dans la commune une scierie, créée à la fin des années 1940, qui produit 1 000 à 1 300 palettes par jour avec une dizaine de salariés en 2016. Un projet de carrière dont les prémices datent de 2005, prévue pour l'extraction de 200 000 tonnes de matériaux, dont du porphyre, est envisagé dans la commune et suscite en 2015-2016 une forte opposition locale, qui en craint les nuisances et l'impact sur la zone Natura 2000 où il se trouve,,.

## Culture locale et patrimoine

### Lieux et monuments
- L'église, reconstruite au XIXe siècle en grès des Vosges. À voir : le plafond caissonné, les restes d'un retable du XVIIIe siècle ;
- la chapelle de Saint-Hilaire du XVIIIe siècle et son retable ;
- la chapelle du hameau de La Chapelle, où se trouvent deux statues de saint Colomban et de saint Valbert du XVIIIe siècle, et une statue du frère Joseph. Une messe y est célébrée chaque année[28] ;
- une reproduction de la grotte de Lourdes construite en 1948 ;
- le pont sur l'Ognon, édifié en 1815 et sur lequel on peut lire : « ONNIUM VOLUNTAS OMNTA VINCIT » ;
- un obélisque édifié le 1er vendémiaire de l'an I de la République (au XVIIIe siècle) ;
- le monument aux morts, édifié par l'architecte Bedon et le sculpteur luron Steinbach sur la décision du conseil municipal du 31 août 1921 et rénové en 2016[1] ;
- Notre-Dame du Chavany, qui domine la commune et offre un beau point de vue sur Ternuay et les alentours ;
- plusieurs croix et calvaires.

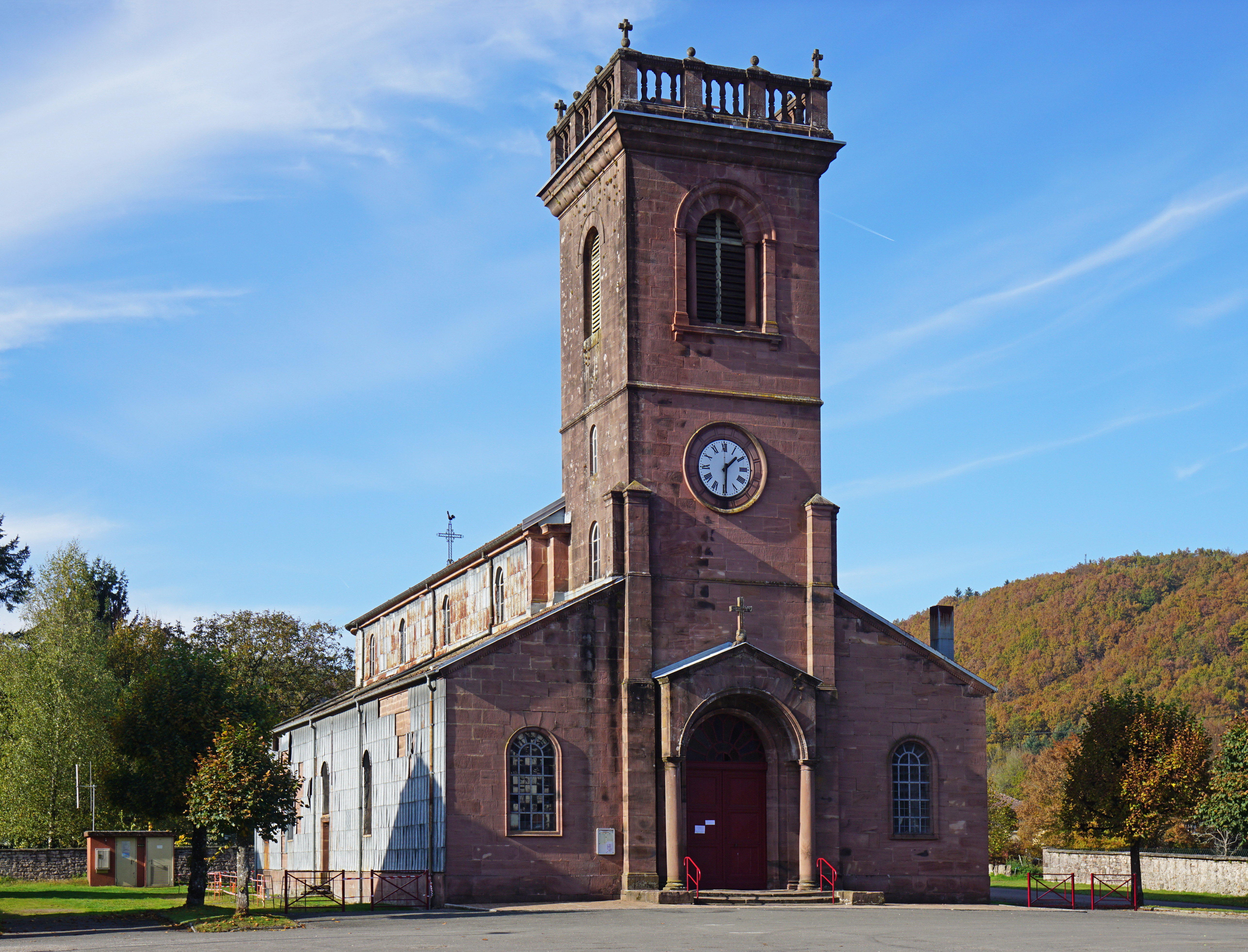
Église de Ternuay, en grès rose.
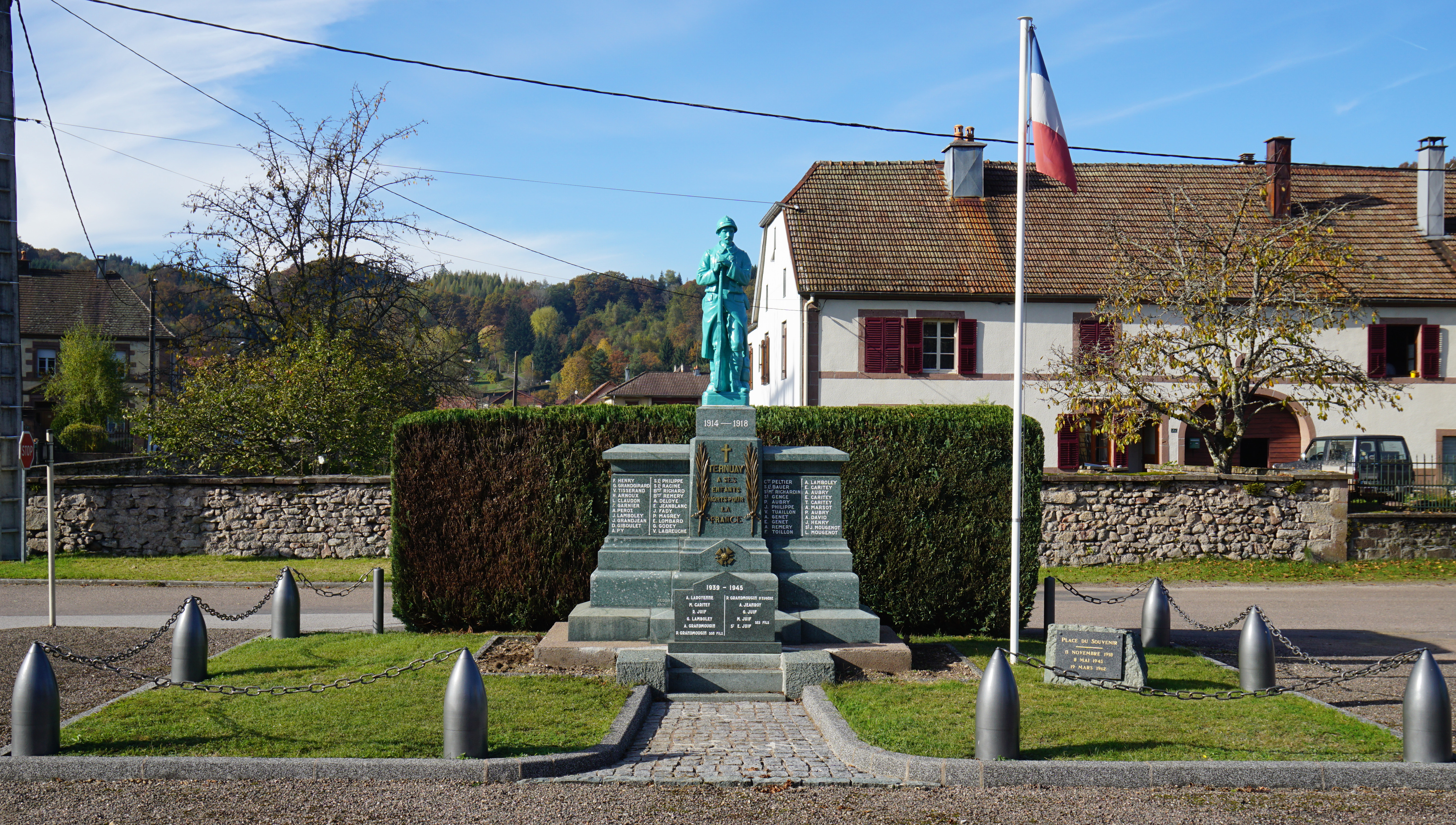
Le monument aux morts.
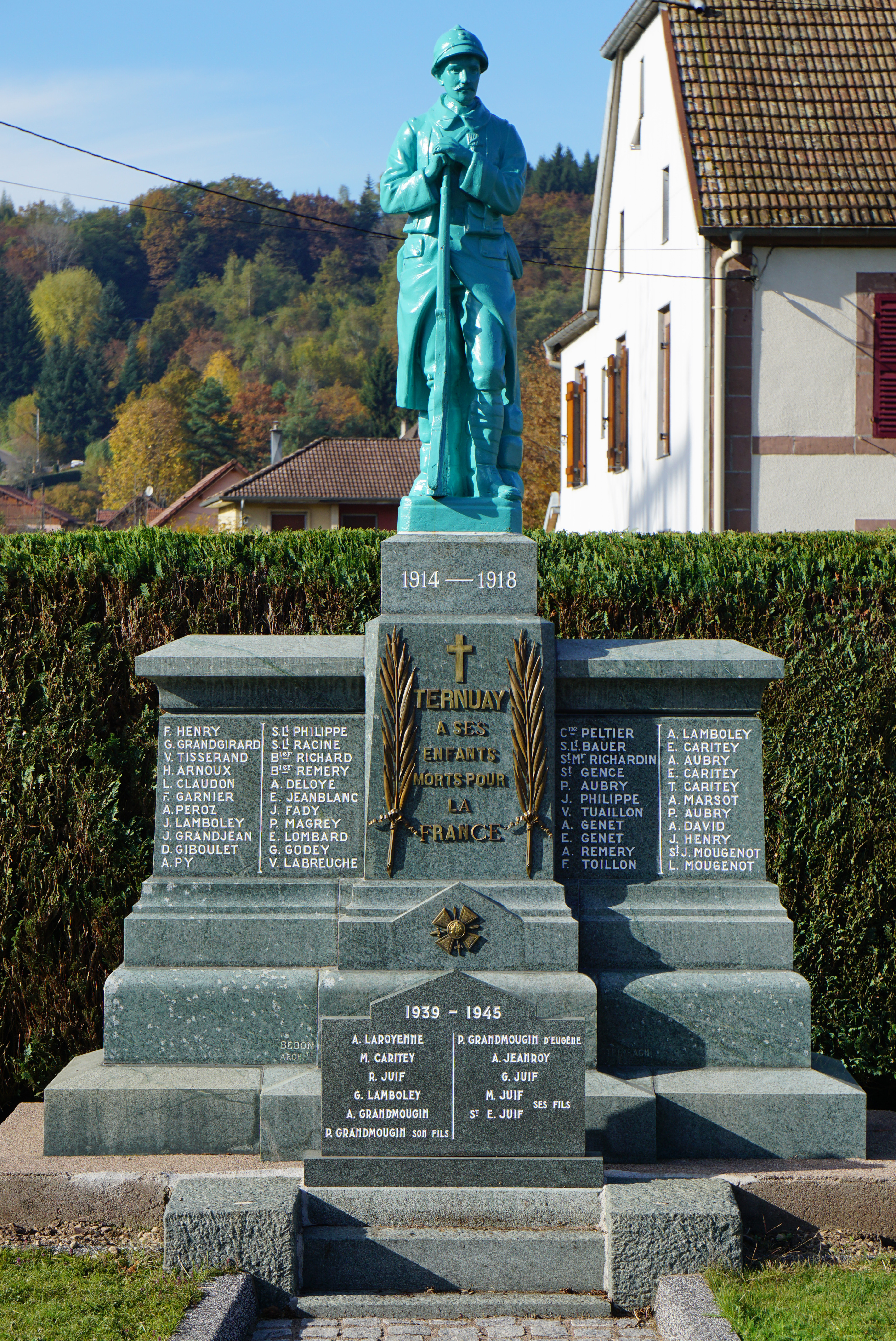
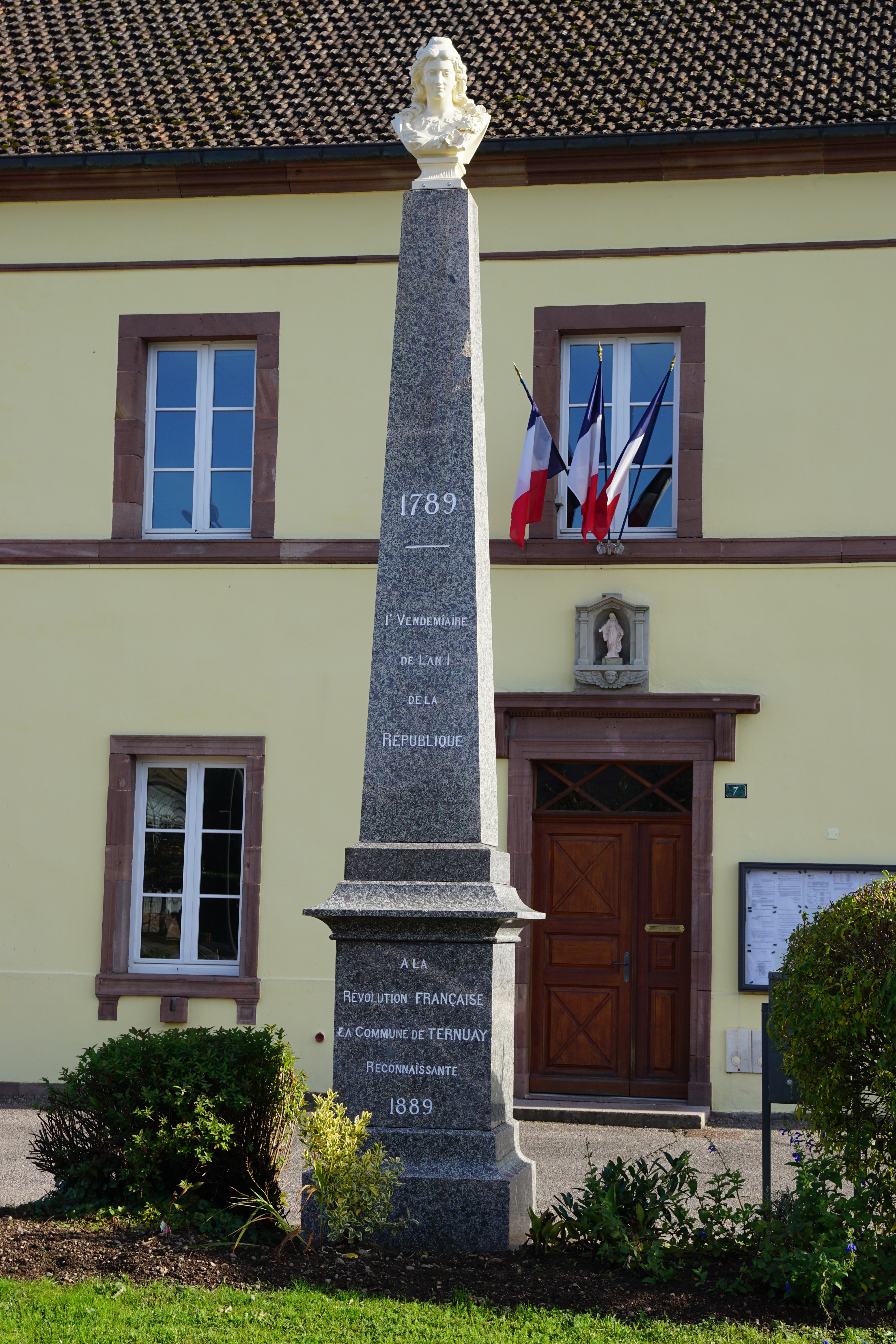
Monument du centenaire de la Révolution française.
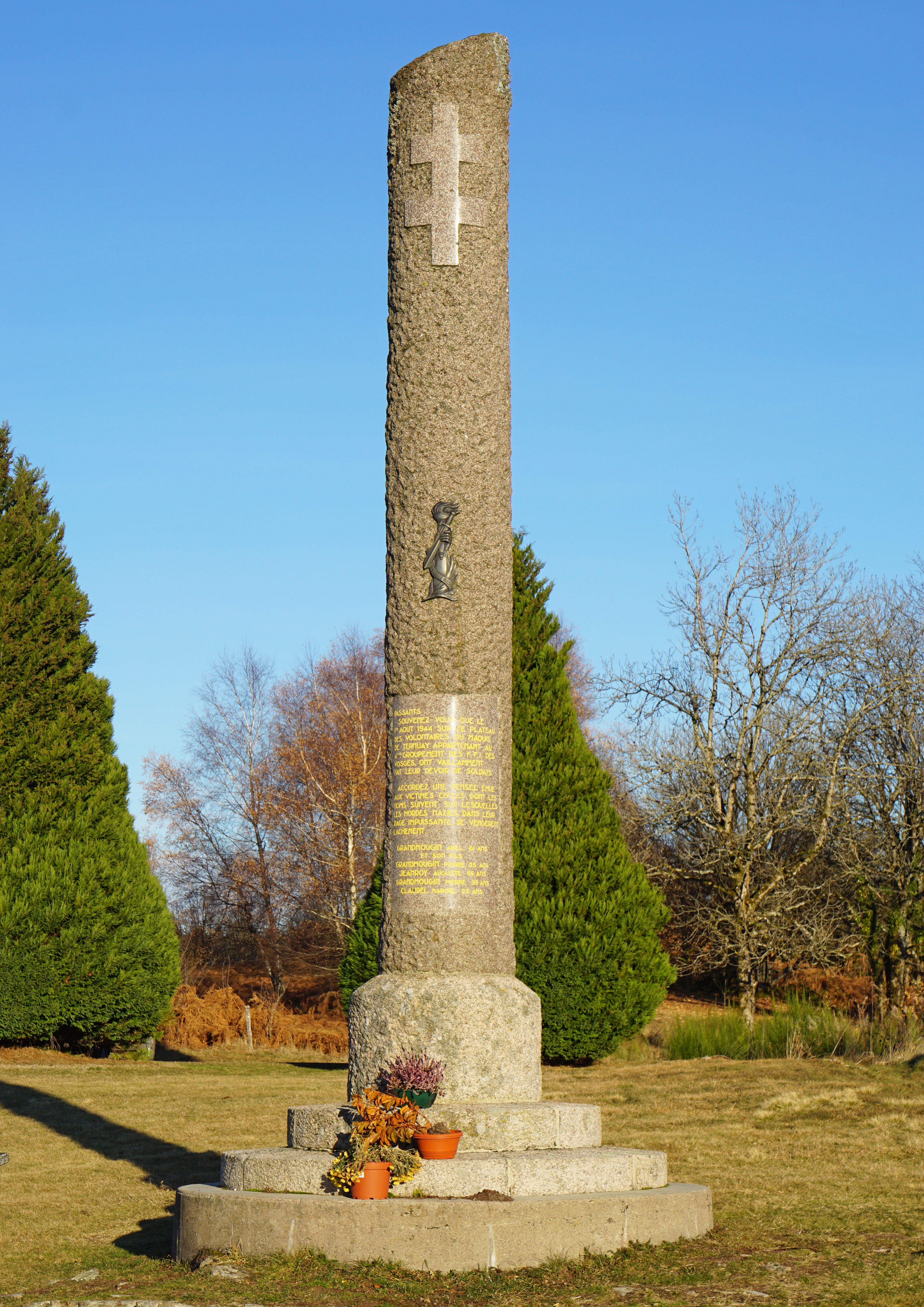
Monument commémoratif du maquis.
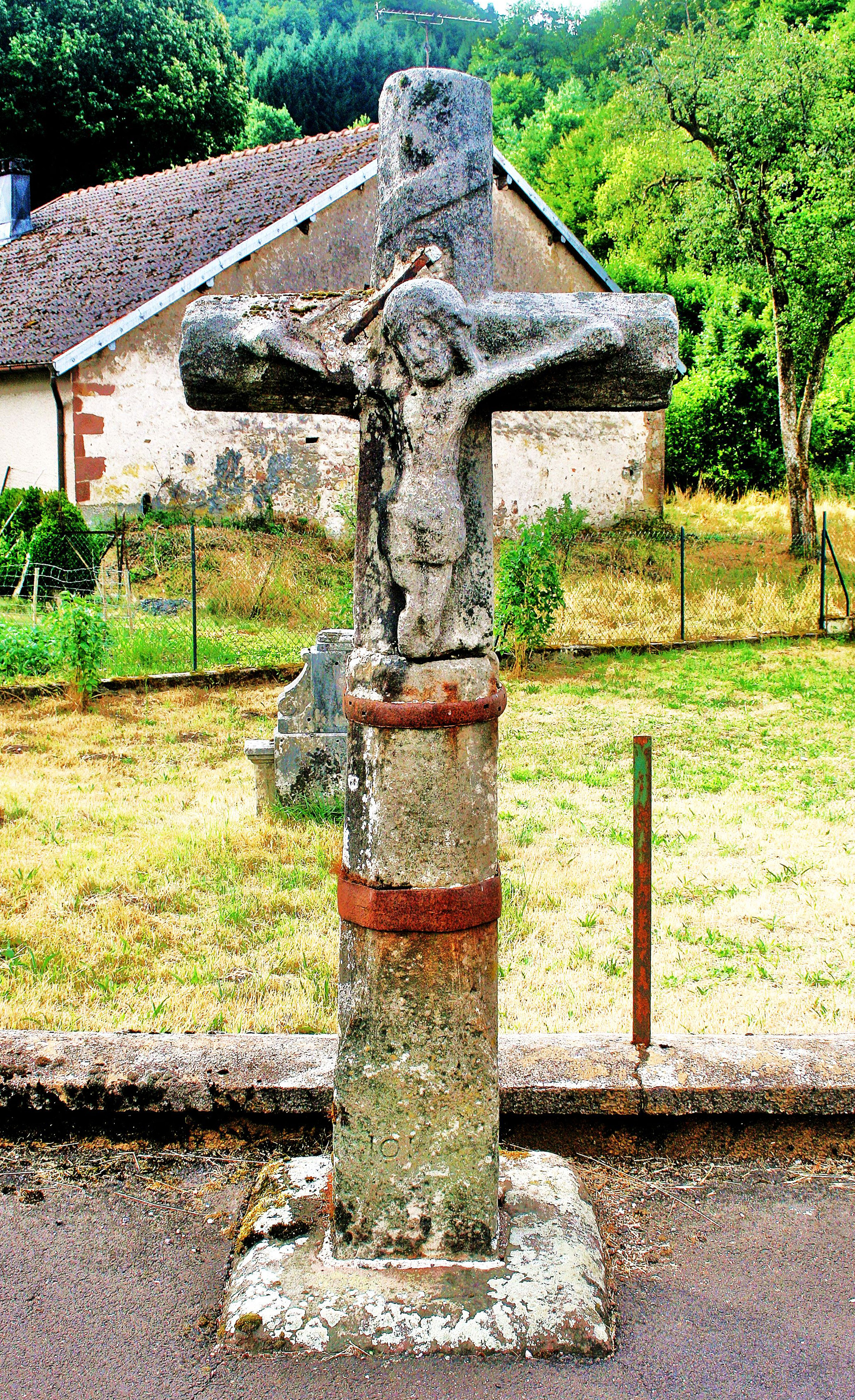
Calvaire ancien, à la sortie nord du village.
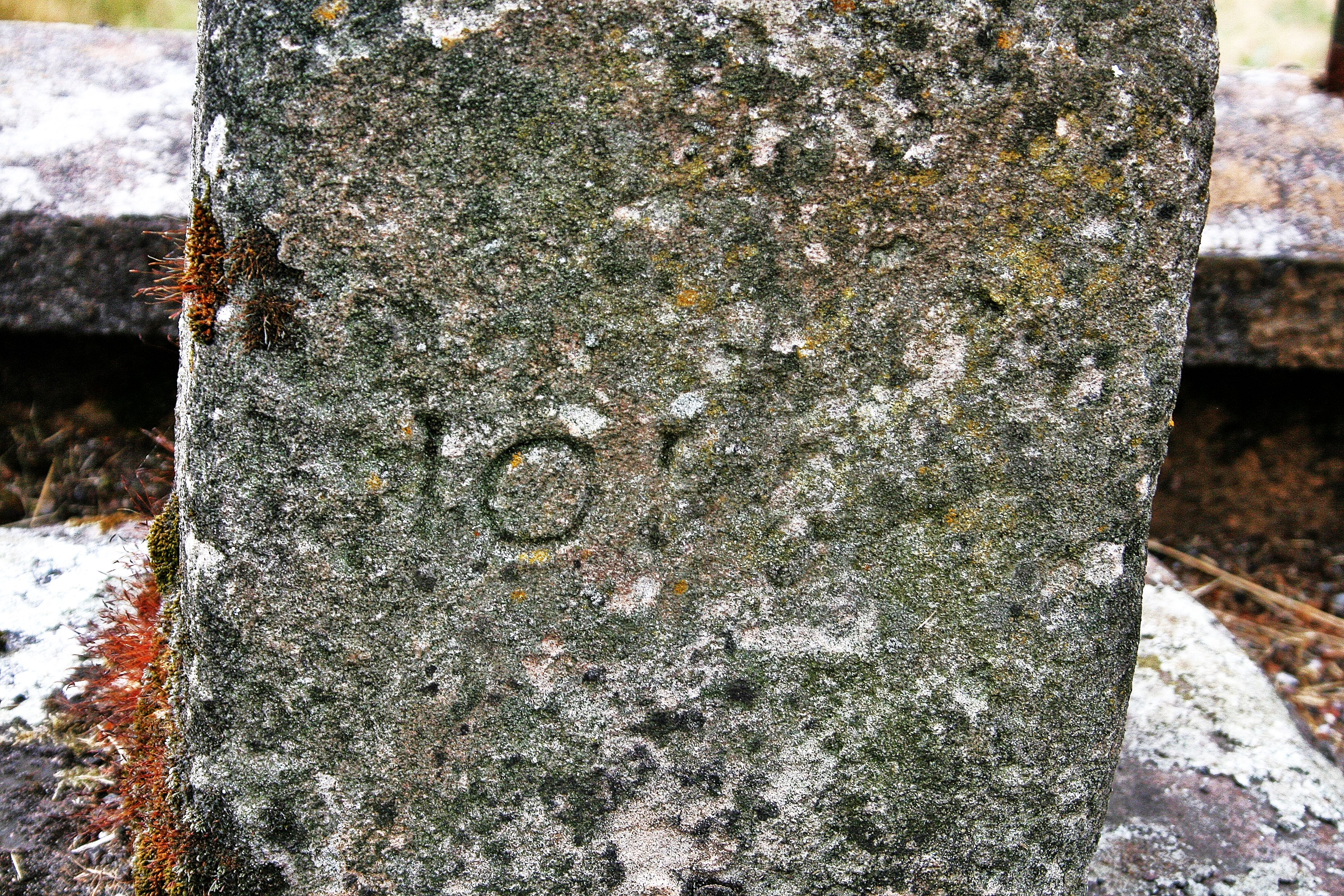
Inscription à la base du calvaire.

### Patrimoine naturel
- les tourbières du Sygle (ou du cigle)[29].

Le cigle de Ternuay (tourbière).
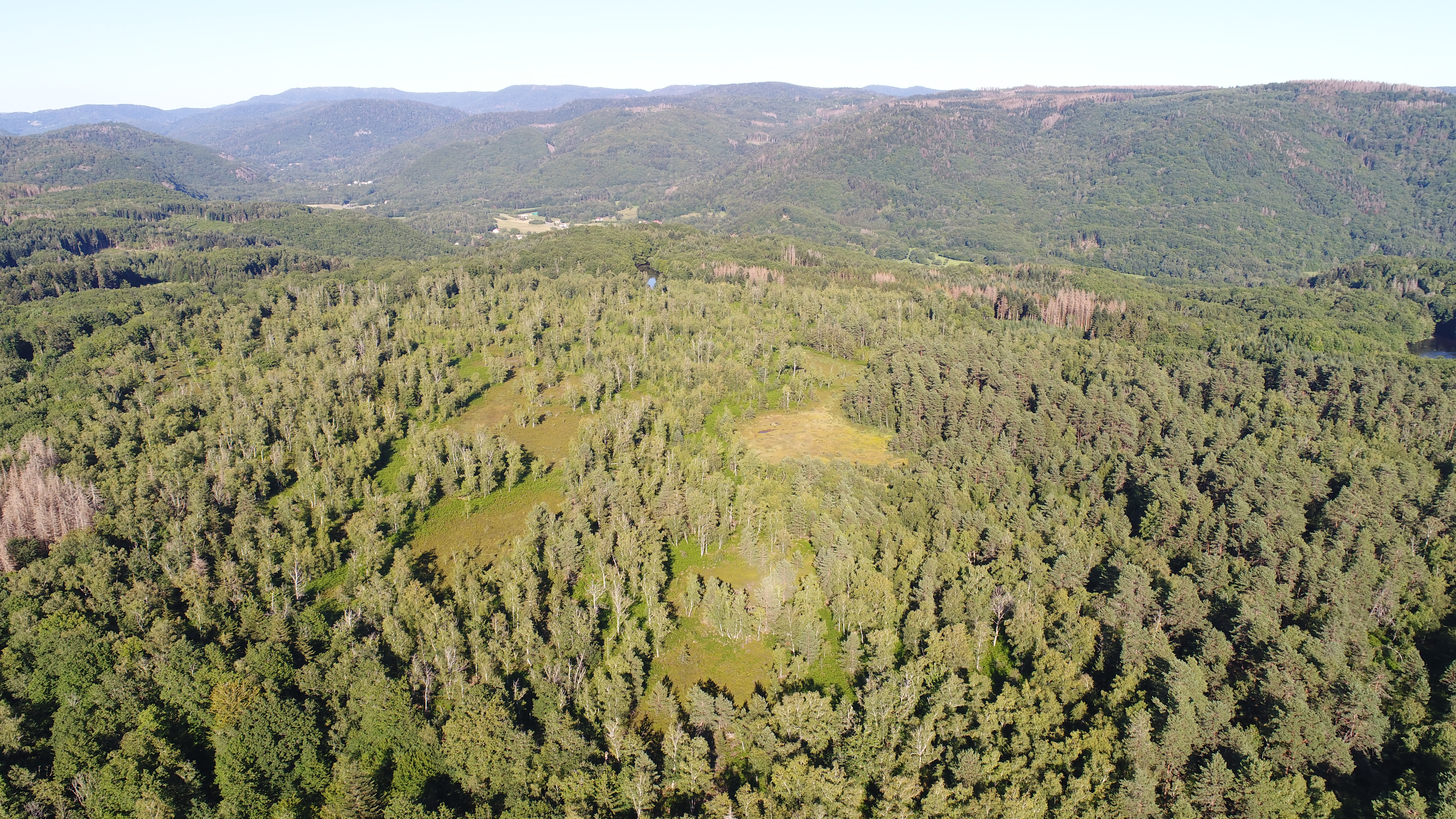
Vue générale du site
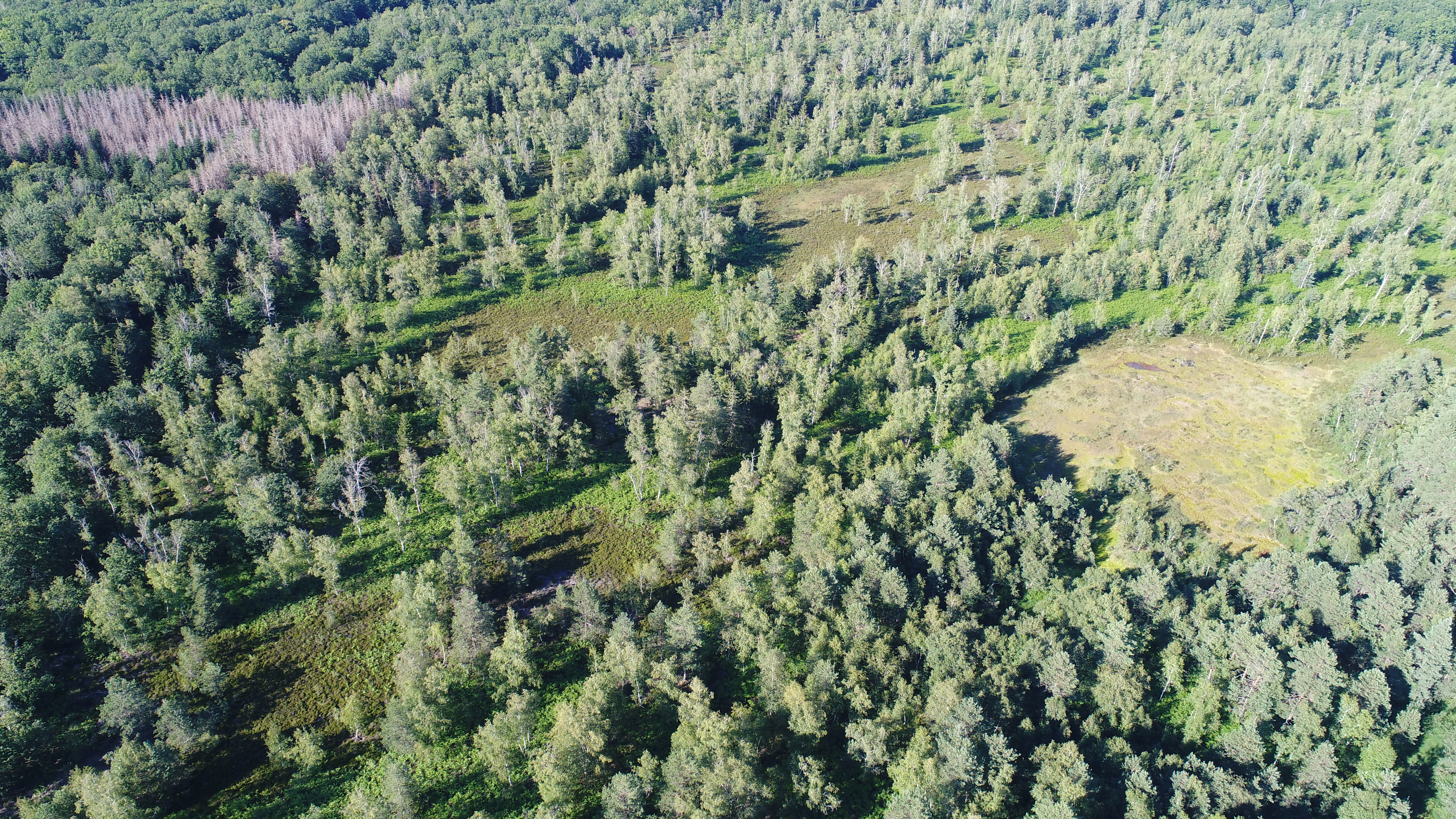
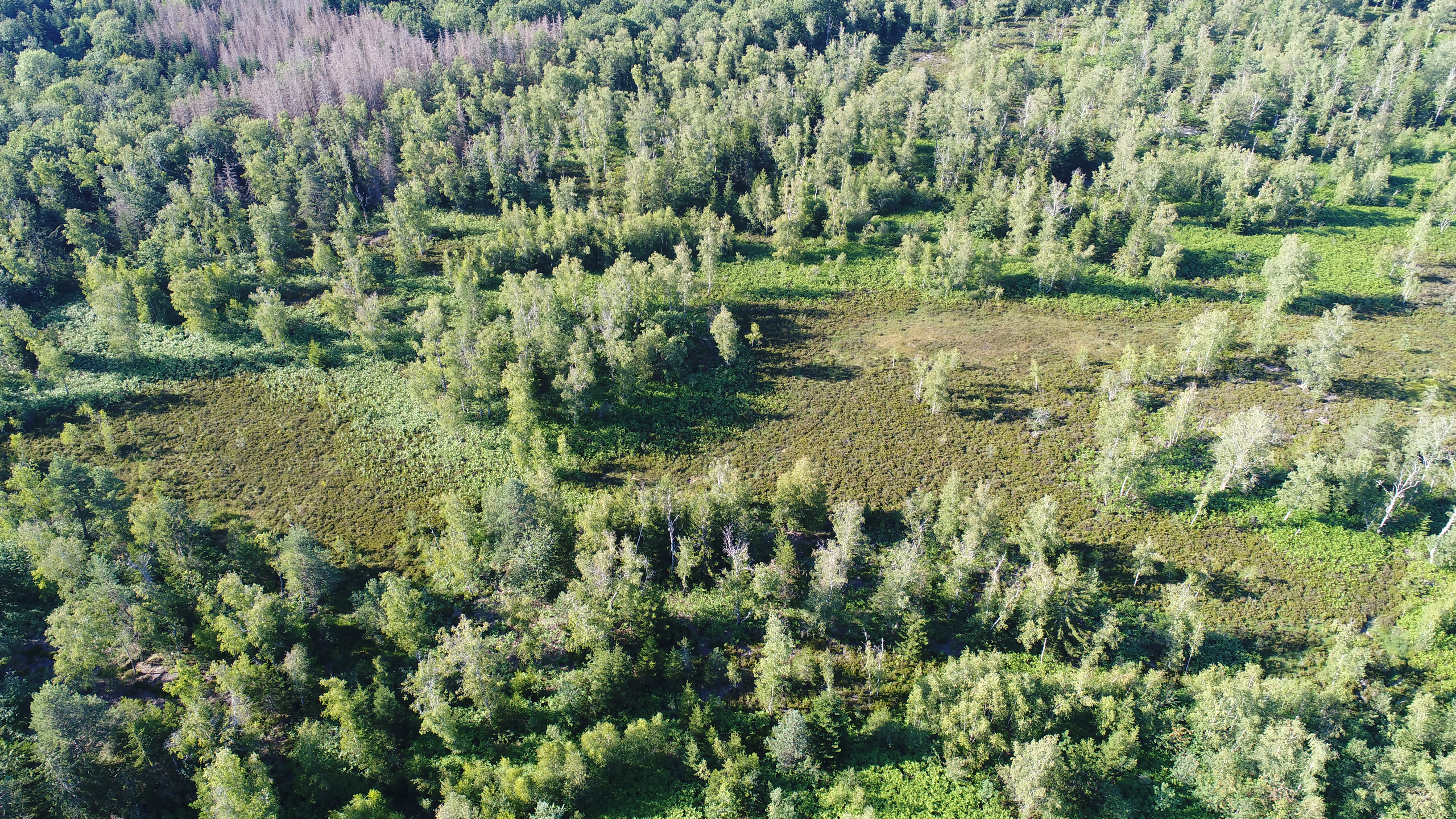
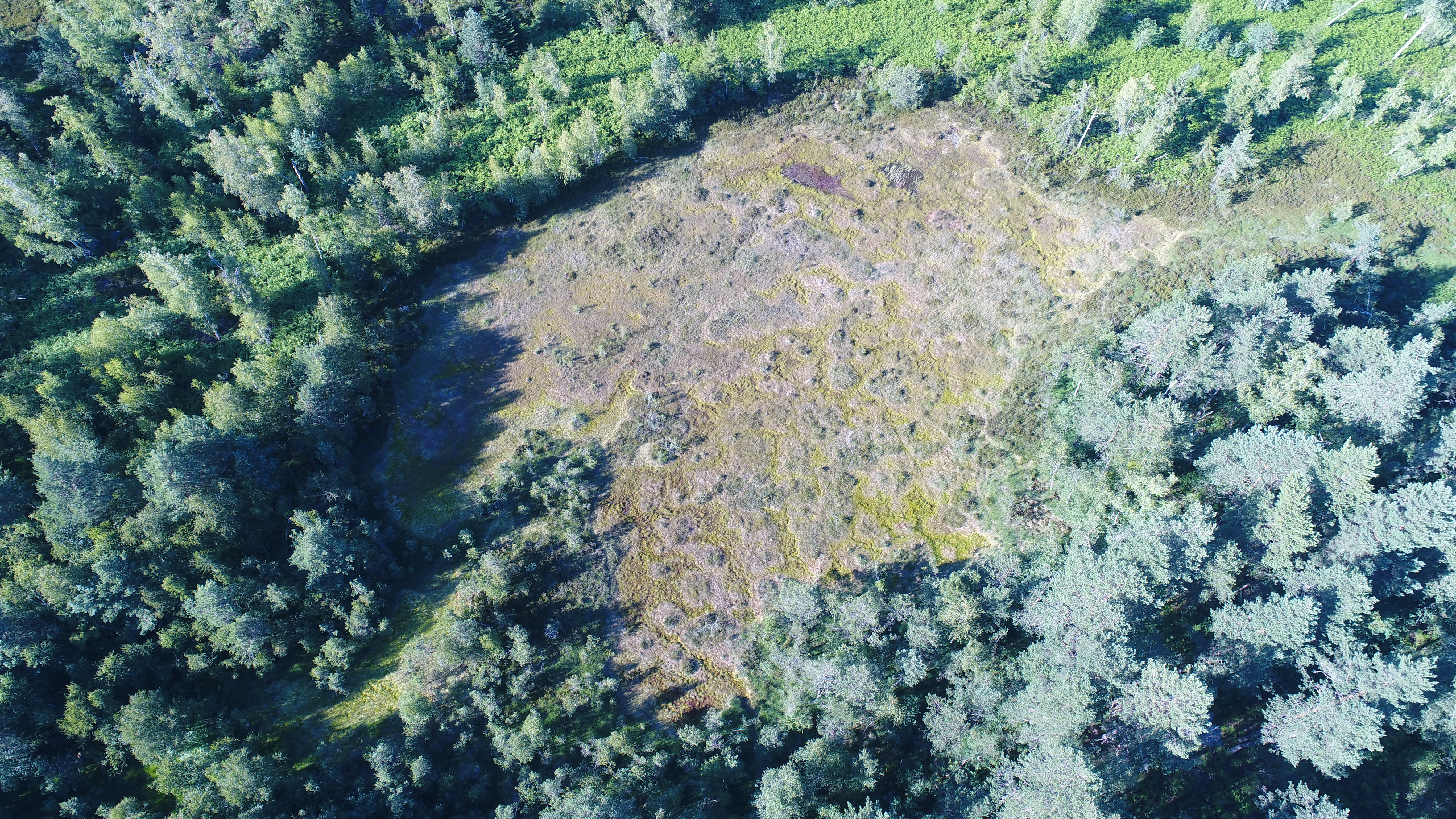

### Héraldique
| Blason de Ternuay-Melay-et-Saint-Hilaire | Blason  | D'or à la roue de moulin de sinople ; flanqué émanché de gueules de trois pièces à senestre. |
| Blason de Ternuay-Melay-et-Saint-Hilaire | Détails | Le statut officiel du blason reste à déterminer.                                             |